# メタルフレーム サイバスター
『メタルフレーム サイバスター』(英:METAL FLAME PSY BUSTER)は、Sculptured Softwareが開発し、ジャレコより1990年12月14日に発売されたファミリーコンピュータ用アクションシューティングゲーム。海外でのタイトルは『Metal Mech: Man & Machine』。

## ゲーム内容
エイリアンに占拠された地球を舞台に、三足歩行のメカ「メタルフレーム」とそのパイロット「サイバスター」とを切り替えながら戦う、サイドビュー型の2Dアクションシューティングである。
メタルフレーム「O.M.O.III」は頑丈で耐久力に富み、敵をジャンプからの踏み潰しで攻撃する事もできるが、狭い所へは進入できず、そういった所への進入や梯子の昇降はメタルフレームより降り、サイバスター「アンソニー・ヘンダースン中佐」(通称トニー)にて行う事になる。ステージ1から5まではステージ中を探索し、「キー」(Kマークのアイテム)を入手してゴールに到達するとステージクリアとなる。
十字キーでO.M.O.IIIまたはトニーを操作、ショットを撃つ方向の調整も十字ーにて行う。BボタンでO.M.O.IIIまたはトニーからショットを放ち、Aボタンでジャンプ、O.M.O.III搭乗時にはジャンプからの踏みつけで地上の敵を倒す事もできる。O.M.O.III搭乗時にサブ画面を開くかセレクト+AボタンでO.M.O.IIIから降りる事ができる。再び搭乗するには、O.M.O.IIIの近くでセレクトボタンを押す。
全6ステージ。最終ステージであるステージ6はO.M.O.IIIから降り、トニー単身でステージ最奥にいる敵の親玉、エイリアンクイーンを倒しに行く構成となっている。
敵の攻撃を受けるなどしてO.M.O.IIIのライフゲージが無くなった場合、O.M.O.IIIは破壊され、強制的にトニー単独での行動となる。トニーのライフゲージが無くなると1ミス、残機が全て無くなるとゲームオーバー。ゲームオーバー画面で「CONTINUE」を選ぶとステージの最初からやり直しとなり、「RETRY」を選ぶとタイトル画面へと戻る。なお、コンティニュー回数は有限となっている。その他、O.M.O.IIIが破壊されトニー単独の状態でステージをクリアした場合、次のステージ開始時にはO.M.O.IIIは復活した状態でゲームが始まる。

### アイテム
本作に登場するアイテムを記述する。アイテムはステージ中のオブジェクトを壊したり、特定の箇所を撃ち込む事で出現する。なお、アイテムはO.M.O.III(メタルフレーム)では取る事が出来ず、トニー(サイバスター)でないと取る事は出来ない。
- フュエル - 原子力マークの描かれているアイテム。O.M.O.IIIのライフゲージを回復させる。
- スマートボム - スマートボムのストックが一つ増える。画面中の敵全てにダメージを与える。使用するにはO.M.O.IIIに乗った状態でセレクト+Bボタンを押す。
- 連射アップ - O.M.O.IIIの初期装備であるショットの連射率がアップする。
- ターレット - O.M.O.IIIの武装の一つ。上下左右斜めの8方向に連射ショットを放つ事ができる。O.M.O.IIIの武装を切り替えるには搭乗時にセレクトボタンを押す。
- オートターレット - O.M.O.IIIの武装の一つ。8方向に自動でショットを放つ。使用中は大きくエネルギー(O.M.O.IIIのライフゲージ)を消費する。
- キャノン- O.M.O.IIIの武装の一つ。前方にしか撃てないが、強力なショットを放つ。
- ライフ回復 - 赤い十字マークのアイテム。トニーのライフゲージを回復させる。
- 1UP - 青い十字マークのアイテム。残機が一つ増える。
- バリアー - 一定時間、トニーが無敵となる。
- シールド -  O.M.O.IIIの装甲がパワーアップし、ダメージを軽減する。
- リアクター -  O.M.O.IIIのエンジンがパワーアップし、燃料効率が良くなる。
- マリンリアクター -  O.M.O.IIIが水中でも行動できるようになる。これを入手しないと水中に入った途端にO.M.O.IIIは壊れてしまう。
- キー - Kマークの書かれているアイテム。ステージ1から5は、これを入手しゴールに到達する事でステージクリアとなる。

## ストーリー
AD20XX年、地球はかつてないエイリアンの侵攻を受けた。地球側の最新兵器は、そのほとんどが役に立たず壊滅、それに対し地球連邦はかろうじて撃墜したエイリアン側の兵器を採取し、そのノウハウを解析するべく連合プロジェクトを編成して、対エイリアン兵器の開発にあたらせた。しかし時を待たずしてエイリアン側の侵攻が始まり、地球各地に"大陸間弾道チューブ"が張り巡らされ基地の建造が開始、地球は事実上「占領」された。
AD20XX年7月未明、地球最後の兵器、"メタルフレームO.M.O.III"が完成し、そのパイロットには元陸軍特別攻撃隊・隊長「アンソニー・ヘンダースン中佐」が選出された。そして地球側は最終決戦を「大陸間弾道チューブ」に設定し、最後の出撃を開始させた。

## スタッフ
- PROGRAMMED:KEN GRANT
- DESIGNED:JOE HITCHENS
- ARTWORK:LORIN NELSON、JOE HITCHENS
- SOUNDTRACK:PAUL WEBB